# CP-579
La carretera CP-579 es una carretera que une la carretera  N-4  en Villafranca de Córdoba con el municipio de El Carpio. Mide 5,6 km.